# Hauptmann-Archiv Radebeul
Das Hauptmann-Archiv Radebeul war von 1949 bis 1980 ein Dokumentationszentrum zum Leben und Werk von Gerhart Hauptmann und Carl Hauptmann. Es wurde im Radebeuler Hohenhaus eröffnet, dem Ort, an dem die drei Hauptmann-Brüder (ebenfalls Georg Hauptmann) ihre späteren Ehefrauen, die Thienemann-Schwestern, kennenlernten. 1980 wurde es geschlossen und 1982 nach Erkner in das dortige Gerhart-Hauptmann-Museum in der Villa Lassen überführt.

## Geschichte
Der Schriftsteller, Literaturwissenschaftler und Hauptmann-Sammler Hansgerhard Weiss (1902–1982) zog 1947 nach Radebeul in das im Stadtteil Zitzschewig gelegene Hohenhaus. Dort wurde am 14. November 1948 die dortige Hauptmann-Gedenkstätte eröffnet, innerhalb derer Weiss eine Hauptmann-Werkstatt betrieb. Weiss’ große Sammlung von Gerhart-Hauptmann- und Carl-Hauptmann-Werken, Lebensdokumenten, Briefen und Autographen sowie zusätzlicher Sekundärliteratur über diese beiden bildete den Grundstock für das am 6. Juni 1949 im Hohenhaus eröffnete Radebeuler Hauptmann-Archiv, das Hansgerhard Weiss anfänglich auch leitete. Hinzu kam die Privatsammlung von Alexander Münch (1900–1984). Das Archiv wurde unter der Schirmherrschaft der Radebeuler Ortsgruppe des Kulturbunds betrieben. 1950 siedelte Weiss nach Westdeutschland über.
Mit dem Weggang von Weiss übernahm Alexander Münch 1950 die Leitung des Forschungsarchivs. Durch weitere Sammeltätigkeit Münchs, durch Ausstellungen, Vorträge und Veröffentlichungen erwarb sich das Archiv internationale Bekanntheit. Zusammen mit Rolf Rohmer gab Münch 1958 das Werk Gerhart Hauptmann: Sein Leben in Bildern heraus, eine zweite Auflage folgte 1962. Weitere vier, zum Teil überarbeitete, Auflagen von Rohmer folgten bis 1987.
Das Hauptmann-Archiv, das erst in das Kavaliershaus der Hoflößnitz und 1961 in die Villa Steinbach in der Bennostraße verlegt wurde, umfasste zum Zeitpunkt seiner Schließung in Radebeul 1980 und der anschließenden Verlegung nach Erkner etwa 20.000 Einzelobjekte an Literatur, Schriftstücken und Fotos. Heute werden Teile davon im Museum in Erkner gezeigt, wo das Gesamtarchiv zu Forschungszwecken zur Verfügung steht.

## Werke
- Rolf Rohmer; Alexander Münch: Gerhart Hauptmann: Sein Leben in Bildern. Verlag Enzyklopädie, Leipzig 1958.